# Carta al Dr. Arbuthnot
La Carta al Dr. Arbuthnot és una sàtira en forma de poema escrita per Alexander Pope i dirigida al seu amic John Arbuthnot, que era metge. Publicada per primer cop el 1735, Pope l'havia compost un any abans, el 1734, en assabentar-se que Arbuthnot s'estava morint. Pope va descriure-la com un homenatge a llur amistat. Considerada com la seva obra «més obertament autobiogràfica», hi defensa l'exercici que va fer del gènere de la sàtira, alhora que hi ataca aquells que havia tingut per oponents o per rivals al llarg de la seva carrera.
Tant pel que fa a la composició com a la publicació, el poema va tenir una història accidentada. La forma canònica està formada per 419 versos en dístics heroics. La Carta al Dr. Arbuthnot és coneguda per ser l'origen de l'expressió anglesa «damning with faint praise» (maleir amb una lloança lleu), feta servir tan sovint que ha acabat per convertir-se en un clixé, en un idiotisme. Un altre dels seus versos més famosos és «¿Qui trenca una papallona damunt d'una roda?»

## Destinatari

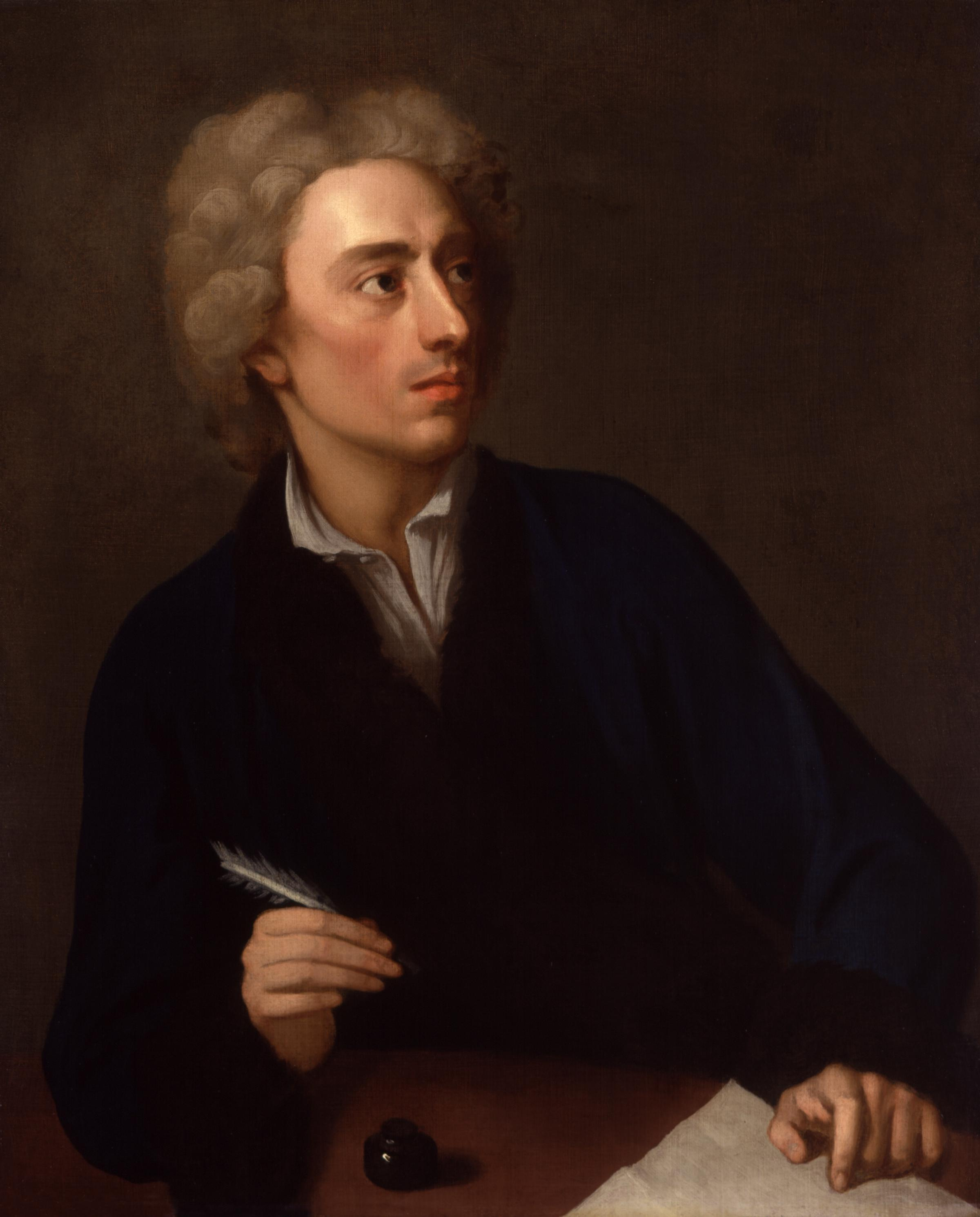
Retrat de Alexander Pope (ca. 1727), de Michael Dahl

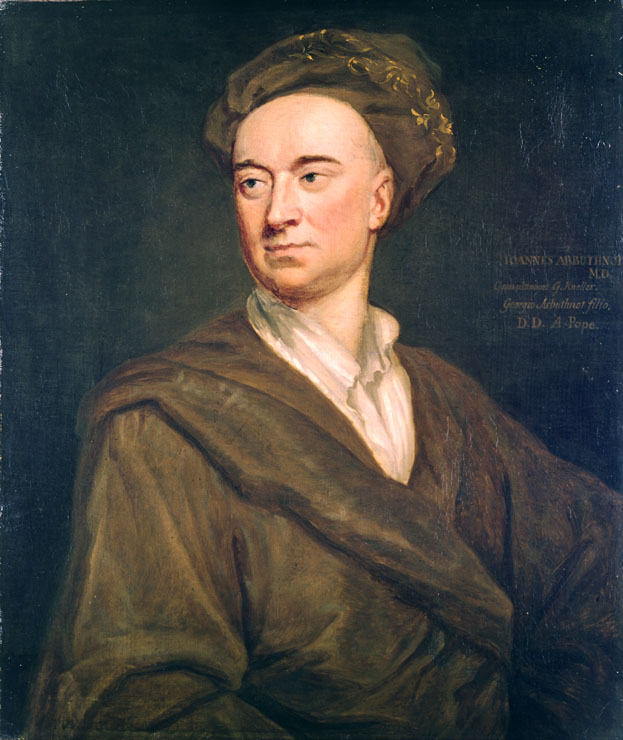
Retrat de John Arbuthnot (1723), de Godfrey Kneller

John Arbuthnot va ser un metge conegut per ser un home d'enginy. Va pertànyer al Club Scriblerus, juntament amb Pope, Jonathan Swift i John Gay. Anteriorment, havia estat el metge d'Anna de la Gran Bretanya. El 17 de juliol de 1734, Arbuthnot va escriure a Pope que tenia una malaltia terminal. En una resposta que data del 2 d'agost, Pope diu que té pensat de continuar escrivint sàtira; i el 25 d'agost, li diu que li dedicarà una de les cartes, que més tard va definir com un homenatge a llur amistat. Arbuthnot va morir el 27 de febrer de 1735, vuit setmanes després que el poema fos publicat.

## Composició
Segons Pope, la Carta al Dr. Arbuthnot era una sàtira «escrita de mica en mica durant molts anys, i que ara m’he afanyat a aplegar.» El poema, havent-lo acabat el 3 de setembre, va descriure’l en una carta a Arbuthnot com «el millor homenatge que podia llegar, tant de la meva amistat amb tu, com del meu propi caràcter, de tal mena que no t’hagis d'avergonyir d'aquesta amistat.»

## Història editorial
La Carta al Dr. Arbuthnot té una història editorial enrevessada. El poema va ser publicat per primer cop com un infoli de vint-i-quatre pàgines el 2 de gener de 1735, sota el títol de «Una carta de Mr. Pope al Dr. Arbuthnot», amb data de 1734. El mateix any va aparèixer a les «Obres» de Pope en volum infoli, en quart i en octau. En vida de Pope, era inclosa entre els seus «Moral Essays.» Després que morís, el 1751, era publicada a l'inici de «Imitations of Horace», rebatejada amb el nom «Carta al Dr. Arbuthnot, com a pròleg a la Sàtira», malgrat que no tingués ni les característiques horacianes ni tampoc les d'un pròleg.

## Anàlisi
El poema inclou retrats del personatges «Atticus» (Joseph Addison) i «Sporus» (John Hervey). Addison se’l presenta com una persona d'un gran talent; minvat, però, per por o gelosia. Hervey és sexualment pervers, malèvol, tant absurd com perillós. Pope fa veure la virulència de l'atac de Sporus fent exclamar a Arbuthnot: «¿Qui trenca una papallona damunt de la roda?», en referència a aquell mètode de suplici que s'anomena la roda. Emfasitzant llur amistat, Pope contraresta la imatge que tenia de «monstre envejós i malèvol», la sàtira del qual «brolla d'un ésser desproveït de tot afecte natural i sense cor.» Va ser una «venjança eficient i autoritària»: tant en aquest poema com en d'altres de la dècada de 1730, Pope es presenta a si mateix com algú que escriu sàtira, no pas per ego o misantropia, sinó per complir amb una virtut impersonal.
Tot i que va ser rebutjada per un crític contemporani de Pope com «un mer pasquí», la Carta al Dr. Arbuthnot ha estat descrita com un dels seus «èxits més impressionants, una obra amb autèntica força, tant tràgica com còmica, així com d'una gran inventiva formal, a pesar de l'origen gairebé caòtic de què va sorgir.»